# Новиков, Николай Васильевич (морской историк)
Николай Васильевич Новиков (17 ноября 1880, Воронеж — 21 августа 1957, Ленинград) — капитан 1-го ранга, историк, доцент, доктор военно-морских наук.

## Биография
6 мая 1902 году окончил Морской корпус с производством в чин мичмана с назначением на Черноморский флот. В 1905 году произведен в чин лейтенанта. В марте 1908 года прикомандирован к Морскому Генеральному штабу. Участвовал в работе исторической комиссии по описанию действий флота в войну 1904—1905 гг. и составлении «Перечня событий похода 2-й эскадры Тихого океана и её отрядов на Дальний Восток и боя в Цусимском проливе». Окончил Санкт-Петербургский археологический институт и курс военно-морских наук при Николаевской морской академии. 18 апреля 1910 года награждён орденом Св. Станислава III степени. В ноябре 1912 года за расшифровку дипломатического шифра Петра I награждён орденом Св. Владимира IV степени.
В апреле 1913 года произведен в чин старшего лейтенанта. 23 сентября 1913 года назначен помощником старшего офицера крейсера «Олег», на котором совершил плавание в Средиземное море.
1 августа 1914 года назначен в распоряжение коменданта Морской крепости Императора Петра Великого. Командовал строящейся батареей № 4 Приморского фронта морской крепости Императора Петра Великого. 31 января 1915 года назначен и. д. старшего адъютанта строевого отделения Приморского фронта морской крепости Петра Великого. Награждён орденом Св. Станислава II степени.
20 ноября 1915 года назначен флагманским историографом штаба командующего Черноморским флотом. С апреля 1916 года по февраль 1917 года одновременно занимал должность помощника флаг-капитана штаба начальника высадки у берегов Лизистана.
В марте 1917 года назначен начальником исторической части Морского Генерального штаба.
С февраля 1918 года по сентябрь 1924 года занимал должность начальника Исторического отдела Оперативного управления штаба Морских сил РККА. В 1924—1927 годах занимал должность редактора редакционно-издательского отдела ВМС. В 1927—1931 годах служил старшим редактором Военно-морской академии. В январе-декабре 1931 года находился под арестом и следствием.
30 декабря 1931 года назначен преподавателем Военно-морской академии. 22 июня 1939 года присвоено ученое звание доцента. 31 мая 1939 года присвоено звание капитана 1-го ранга. 23 сентября 1943 года назначен старшим научным сотрудником Исторического отдела ГМШ. Одновременно, в 1943—1948 годах руководил военно-морской группой Института истории СССР. В 1944 году «за долголетнюю успешную работу, в качестве историка русского флота и за успешную подготовку офицерских кадров ВМФ» награждён орденом Трудового Красного Знамени.
«За долгосрочную и безупречную службу» награждён орденом Ленина и двумя орденами Красного Знамени.

## Сочинения
- Русско-японская война 1904—1905 гг. Материалы для описания действий флота. Хронологический перечень военных действий флота в 1904—1905 гг. / Сост. лейт. Н. В. Новиков. Вып. II: Перечень событий похода 2-й эскадры Тихого океана и её отрядов на Дальний Восток и боя в Цусимском проливе. СПб.: 1912.
- Новиков Н. В. Операции на Чёрном море и совместные действия армии и флота на побережье Лизистана /под ред. и с введением Б. Б. Жерве. Л.: издание В.-Морской академии РККА, 1927. 235 с., илл. (Серия «Борьба флота против берега в мировую войну». Т. 2). Второе издание: М.: Гос. Воен. Изд., 1937. 269 с., илл. (Серия «Библиотека командира»). Третье издание: М.: Гос. Воен. Изд., 1937. Четвёртое издание: Новиков Н. В. Операции флота против берега на Чёрном море в 1914—1917 годах / комментарии Д. Ю. Козлова. СПб.: издатель М. А. Леонов, 2003. 212 с., илл.
- Новиков Н. В. Гангут: Кампании 1713 и 1714 гг. на финляндском театре: Гангутская операция и бой 27 июля 1714 г. М.: Военно-морское издательство, 1944. 93 с., илл. (Серия «Библиотека морского офицера»).
- Новиков Н. В. История военно-морского искусства. Конспект: Восточная война 1853—1855 гг. Баку: [б.и.], 1943. 38 с.
- Новиков Н. В. Записки по истории военно-морского искусства. Военно-морская академия ВМФ им. Ворошилова. Кафедра военно-морской истории. [Ленинград]: [б. и.], 1943. 61 с.
- Новиков Н. В. Методика подбора исторических материалов и работа над ними для описания военных действий и исследования опыта войны на море. Л.: Военно-морская ордена Ленина академия им. К. Е. Ворошилова, 1945. 11 с.
- Адмирал Нахимов [сборник документов] / под ред. капитана 1 ранга Н. В. Новикова и к. и. н. П. Г. Софинова, предисловие акад. Е. В. Тарле. М.-Л.: Военно-морское издательство НКВМФ Союза ССР, 1945. 250 с. (Серия «Русские флотоводцы»).
- Вице-адмирал Корнилов [сборник документов] / под ред. д. в-м. н. капитана 1 ранга Н. В. Новикова и к. и. н. П. Г. Софинова. М.: Военное издательство Министерства вооруженных сил Союза ССР, 1947. 340 с., илл. (Серия «Русские флотоводцы»)
- Моисеев С. П. Список кораблей русского парового и броненосного флота (с 1861 по 1917 г.) / Под ред. доктора военно-морских наук, капитана 1 ранга Н. В. Новикова. М.: Военное издательство МВС СССР, 1948. 576 с., илл.

## Участие в коллективных изданиях
- Русско-японская война 1904—1905 гг. Книга 1-я. Действия флота на южном театре от начала войны до перерыва сообщений с Порт-Артуром. Работа исторической комиссии по описанию действий флота в войну 1904—1905 гг. при Морском Генеральном штабе. СПб., 1912.
- Новиков Н. В. Эпоха Екатерины Великой. I. Значение флота в связи с задачами национальной политики России в царствование Екатерины II. Меры для возрождения русской морской силы // История русской армии и флота. М., 1912. Вып. 8. С. 37-44.
- Новиков Н. В. Эпоха Екатерины Великой. II. Первая турецкая война. 1. Воссоздание Азовского флота. Военные действия на Азовском и Чёрном морях. Сражения при Балаклаве и при Суджук-Кале. Капитан Кинсберген // История русской армии и флота. М., 1912. Вып. 8. С. 45-53.
- Новиков Н. В. Эпоха Екатерины Великой. III. Создание флота на Чёрном море. Вторая турецкая война // История русской армии и флота. М., 1912. Вып. 8. С. 84-113.
- Новиков Н. В. Эпоха Екатерины Великой. IV. Шведская война 1788-90 гг. // История русской армии и флота. М., 1912. Вып. 8. С. 116—149.

## Статьи
- Новиков, лейтенант. Дудка или пушка? Мысли по поводу статьи лейтенанта князя Черкасского «О воспитании и образовании строевых квартирмейстеров» // Морской сборник. 1907. № 10. Неоф. отд. С. 1-15. (статья князя М. Б. Черкасского: МС. 1907. № 8. С. 35-80).
- Н., лейтенант. Исторический очерк развития штатов российского флота (Исследование о существовании «закона о флоте» с появления в России морской силы) // Морской сборник. 1911. № 4. Неоф. отд. С. 1-24.
- Из быта русских «навигаторов» в Дании в 1710-11 гг. Сообщил лейтенант Н. // Морской сборник. 1911. № 6. Неоф. отд. С. 1-8.
- Новиков Н. Военно-морская игра и её роль в боевой подготовке флота // Красный флот. 1924. Кн. 9. С. 56-62.
- Н. Н. Наводнение 1824 г. и моряки-декабристы // Красный флот. 1924. Кн. 10. С. 80-82.
- Новиков Н. Допризывная подготовка к морской службе // Красный флот. 1924. Кн. 10. С. 185—189.
- Новиков Н. Гулльский инцидент и царская охранка // Морской сборник. 1935. № 5.
- Новиков Н. Бой Черноморского флота с «Гебеном» у Босфора // Морской сборник. 1935. № 9. С. 108
- Новиков Н. Гангутская победа. Кампании 1713 и 1714 гг. на Финляндском театре и Гангутская операция // Морской сборник. 1939. № 12. С. 35-53; № 13-14. С. 77-97.
- Новиков Н. Борьба России за выход на Балтийское море в XVI ст. и каперский флот Ивана Грозного // Морской сборник. 1938. № 7. С. 90-106.